# Archaeoprepona demophon
Archaeoprepona demophon, a prepona de uma mancha, sapateiro do rei com faixas, ou sapateiro demofonte é uma borboleta que pertence à família Nymphalidae.

## Descrição
A envergadura chega a cerca de 54-58 milímetros (2.1–2.354–58 millimetres (2,1–2,3 in). As partes superiores das asas são pretas, com faixas transversais azul-claras brilhantes. As partes inferiores são marrom-claras, com uma faixa mais clara no meio das asas traseiras e vários pequenos pontos escuros nas margens.

## Plantas alimentícias
A larva da borboleta geralmente se alimentam de plantas do gênero Annona (Annonaceae) e do Malpighia glabra (Malpighiaceae). Adultos visitam frutas podre ou esterco.

## Distribuição
Esta espécie pode ser encontrada no México, América Central, antilhas e partes do norte da América do Sul.

## Habitat
Archaeoprepona demophon prefere as bordas de floresta e subcanopy.

## Galeria

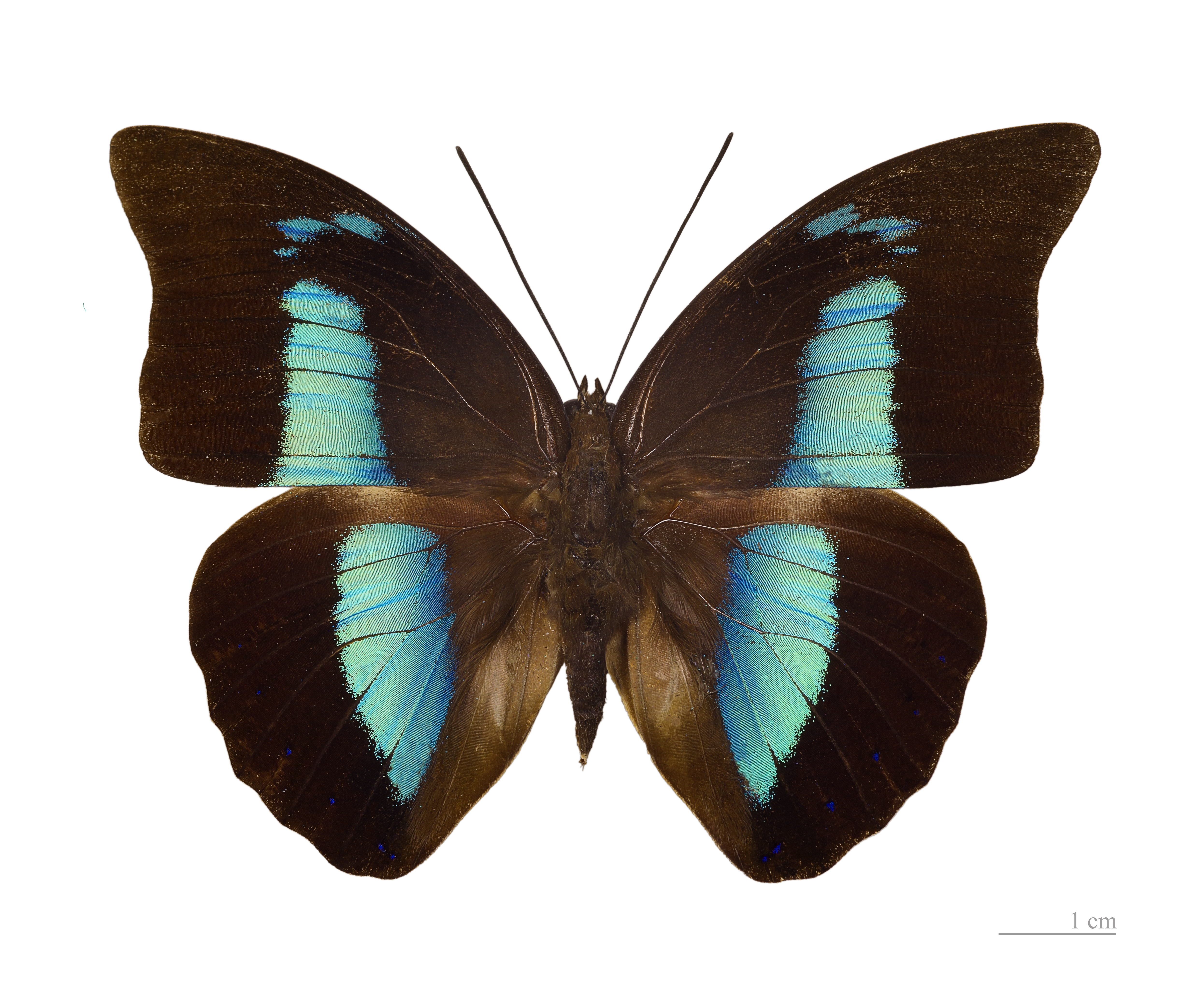
Archaeoprepona demophon demophon – vista dorsal
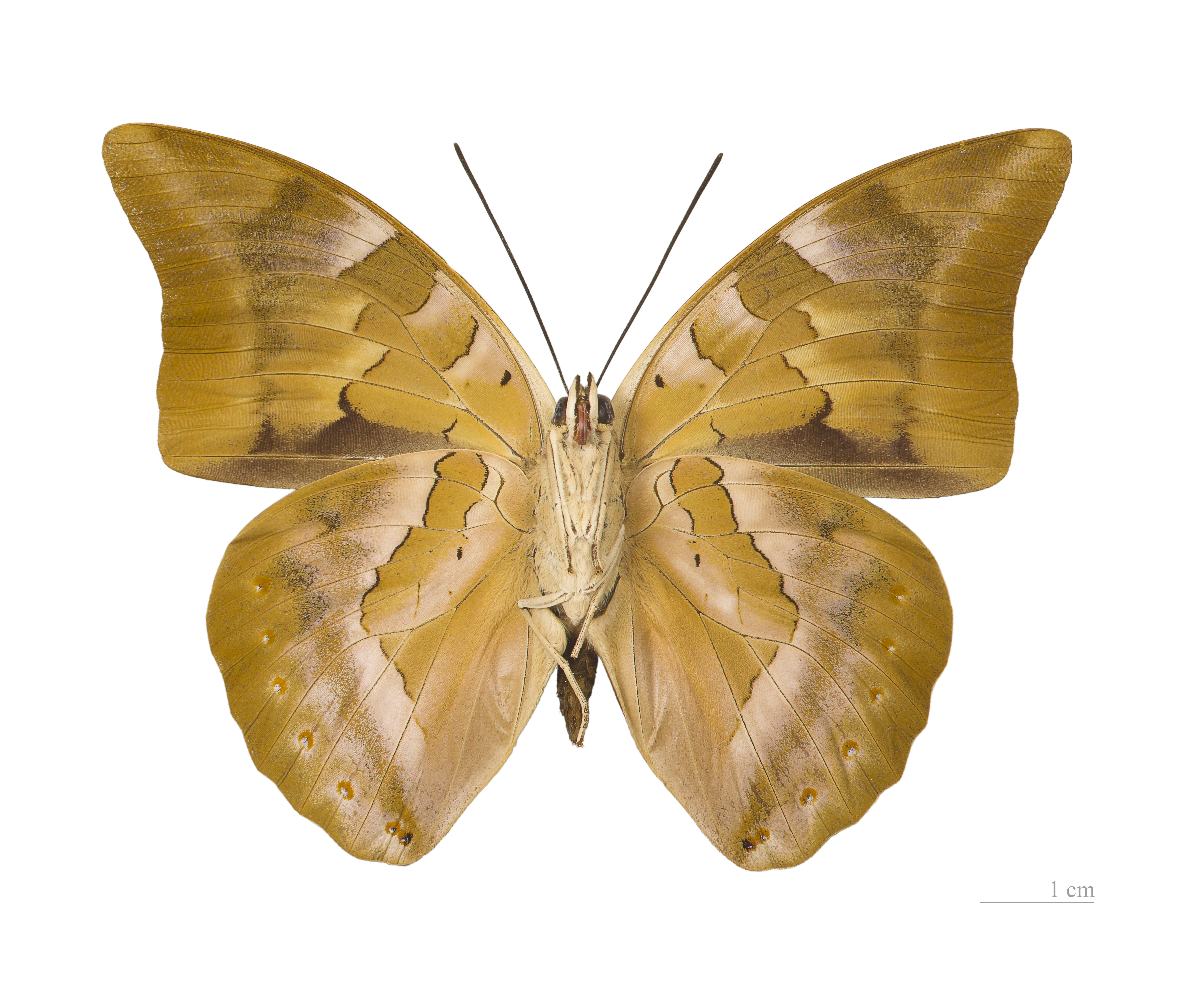
Archaeoprepona demophon demophon - vista ventral
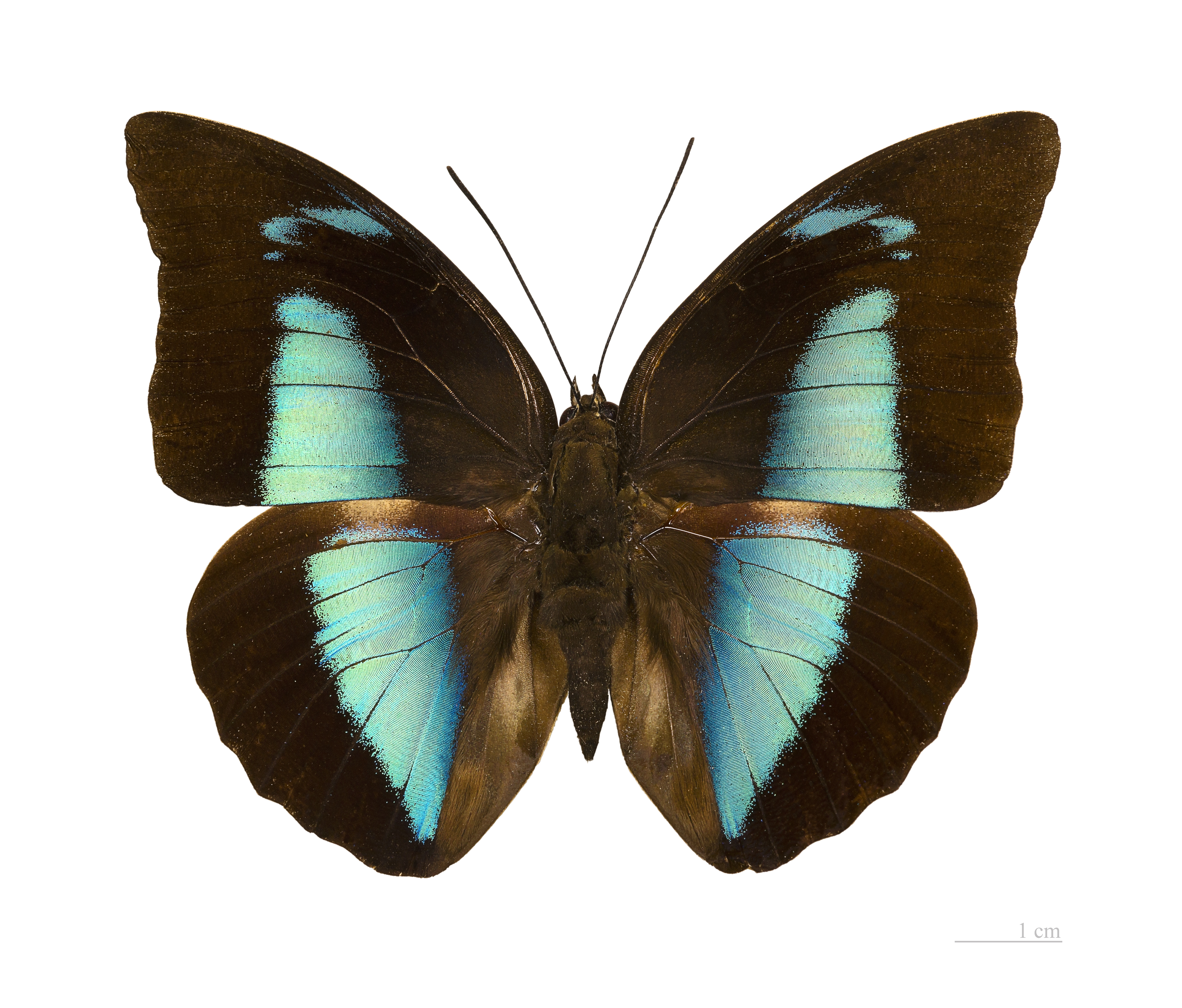
Archaeoprepona demophon muson masculinos - dorsal vista
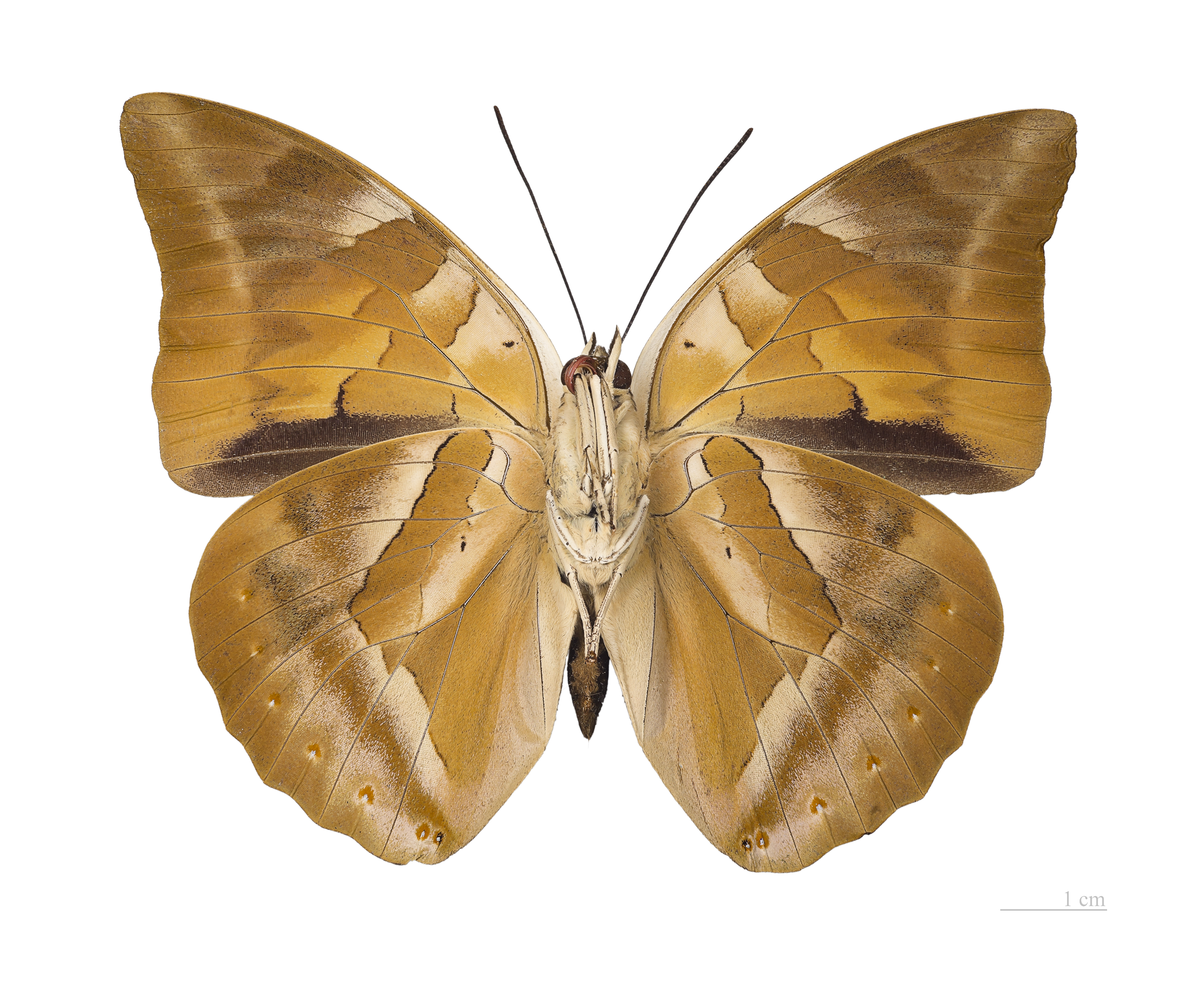
Archaeoprepona demophon muson masculino - vista ventral

## Subespecies
- Archaeoprepona demophon demophon (Suriname)
- Archaeoprepona demophon thalpius (Hübner, [1814]) , Brasil (Santa Catarina, Minas Gerais, Espírito Santo, Bahia, Rio Grande do Sul))
- Archaeoprepona demophon extincta (Staudinger, de 1886)
- Archaeoprepona demophon centralis (Fruhstorfer, [1905]) (México ao Panamá, Honduras)
- Archaeoprepona demophon muson (Fruhstorfer, 1905) (Colômbia, Equador, Bolívia)
- Archaeoprepona demophon occidentalis (Stoffel & Descimon, De 1974) (México)